# Sörgårdsmarkens naturreservat
Sörgårdsmarkens naturreservat är ett naturreservat i Hällefors kommun i Örebro län.
Området är naturskyddat sedan 2024 och är 168 hektar stort. Reservatet ligger sydost om Bredsjö och består av en grandominerad barrskog med tallskog på höjderna. 